# Manoir du Désert
Le manoir du Désert est une demeure qui se dresse sur le territoire de la commune française de Honfleur dans le département du Calvados, en région Normandie.
« Bâtiment représentatif de l'architecture noble du Pays d'Auge », le manoir est classé aux monuments historiques depuis 1928.

## Localisation
Le manoir est situé, chemin du Buquet, isolé au-dessus de la ville, à 1,5 km au sud du vieux bassin d'Honfleur, dans le département français du Calvados. Il surplombe l'estuaire de la Seine et la vallée de la Claire.
Le toponyme « désert » signale un défrichement tardif,.

## Historique
Le manoir est bâti après la guerre de Cent Ans, à la fin du XVe et au XVIe siècle par les navigateurs Jean et Charles Le Danois. Les navigateurs sont présents dans des documents de la seconde moitié du siècle.
L'édifice aurait dû être construit en dur intégralement, mais les plans ont été modifiés en cours de chantier, peut-être du fait de contingences économiques.
Des travaux ont eu lieu sur le garde-corps au XVIIIe siècle.
Le manoir est de nos jours la propriété de la ville d'Honfleur,.

## Description
Le manoir est construit en damiers de silex et de pierre, et à l'étage, en colombage, au milieu d'un domaine agricole.
La cour est entourée de murs conservant des meurtrières. Cet enclos mesure environ 100 m de côté et comprend les divers édifices composant le complexe. Le logis est situé à peu près au centre.
Le rez-de-chaussée est en silex et calcaire, l'étage est à pans de bois et en encorbellement. Chaque étage possède deux pièces principales. Le pan de bois est situé sur un encorbellement faible.
Une tour à pans coupés, « un des principaux attraits de la demeure », est présente sur la façade principale, permettant d'accéder aux étages, et dans la partie haute se trouve un logis, donnant un « caractère imposant et majestueux » au complexe. La tour avec l'escalier est d'ordinaire située sur la façade arrière. La porte est située au bas de la tour, avec un « linteau en accolade ». Une pièce située au sommet de la tour a peut-être servi de poste d'observation. L'accès d'honneur était présent par cette tour.
L'édifice conserve des fenêtres à meneaux ainsi que des contreforts en pierre de taille. Les fenêtres sont pourvues de grilles de fer.
La façade arrière conserve une galerie composée de cinq travées.
Deux pièces de taille différente sont situées au sud et comportent deux cheminées dont l'une porte une sculpture d'un animal. Le sol est fait de dalles de pierres et le plafond comporte des poutres et des solives. A l'étage les pièces sont également différentes, la plus grande a été remaniée au XVIIIe siècle, la plus petite étant conservée dans son état originel.
Le manoir conserve de nombreux graffitis marins, en particulier dans sa tourelle. Ils sont situés sur des hourdis de chaux ou de pierres. Un de ces graffitis représente peut-être une caravelle, ce qui diffère des représentations de petits navires de commerce.

## Protection aux monuments historiques
Le manoir est classé au titre des monuments historiques par arrêté du 25 septembre 1928.
Classé comme patrimoine en péril, il fait l'objet d'une campagne de restauration qui s'achève en 2022.